# The Monsanto Years
The Monsanto Years è il 36° album in studio del musicista canadese Neil Young, pubblicato nel 2015.

## Il disco
Si tratta di un concept album incentrato sull'azienda Monsanto, nei confronti dei quali ha realizzato un album di denuncia. Il disco è stato registrato nel periodo gennaio-febbraio 2015 in California e in particolare a Oxnard. Esso vede la collaborazione dei figli di Willie Nelson, ovvero Lukas e Micah, insieme al gruppo di Lukas, chiamato Promise of the Real.

## Tracce
Testi e musiche di Neil Young.
1. A New Day for Love – 5:52
2. Wolf Moon – 3:52
3. People Want to Hear About Love – 6:19
4. Big Box – 8:17
5. A Rock Star Bucks a Coffee Shop – 5:00
6. Workin' Man – 4:43
7. Rules of Change – 4:39
8. Monsanto Years – 7:46
9. If I Don't Know – 4:26

## Formazione
- Neil Young – voce, chitarra

Promise of the Real
- Anthony Logerfo – batteria
- Tato Melgar – percussioni
- Corey McCormick – basso
- Lukas Nelson – chitarra

Altri musicisti
- Micah Nelson – chitarra